# Централен военен оркестър на Министерството на отбраната на Русия
Централният военен оркестър на Министерството на отбраната на Русия (на руски: Центральный военный оркестр Министерства обороны России), известен още като Оркестър на Червената армия, е военен хор и оркестър на руските въоръжени сили. Той е филиал на Военната оркестърна служба на Въоръжените сили на Русия. Настоящият началник на формацията е полковник Сергей Дуригин.

## Кратка история
Въпреки че президентският оркестър на Руската федерация е най-старшият военен оркестър на Русия (тъй като се отчита пред Федералната служба за защита като част от Кремълския полк), е най-старшият оркестър в руските въоръжени сили и най-старият активен оркестър в експлоатация, основан на 1 октомври 1927 г.

## Състав
Групата се състои от 227 музиканти, които идват от всички сфери на живота: цивилни, военнослужещи на договор и музиканти на наборна военна служба. Самата група е разделена на две секции: духов оркестър и симфоничен оркестър.

## Дейности и сътрудничества
Оркестърът в церемониалната си униформа по време на фестивала за военна музика и татуировка на Спаската кула 2014 г. Групата участва в социални и културни събития на Русия. Той е постоянен участник във фестивала за военна музика и татуировка на Спаската кула. Групата редовно свири в Големия Кремълски дворец, на фестивала Спаска кула и прави паради на Червения площад. Централната група обикаля активно по света и има изяви в Алжир, Австралия, Австрия, Белгия, България, Великобритания, Германия, Дания, Израел, Италия, Китай, Северна Корея, Монголия, Норвегия (норвежки фестивал Military Tattoo 2002), Полша, САЩ, Франция, Швейцария и Швеция. Сред лицата, които са били свързани с групата, са бившият музикален директор на канадската армия Кенет Снок и американският изпълнител Майкъл Джексън. Освен това си сътрудничи широко с Московския и окръжен гайдарски оркестър. Централният оркестър е задължен да участва в руския почетен парад на Червения площад на 7 ноември. По време на Hamina Tattoo във Финландия през 2018 г. групата свири с оркестъра на Кралските морски пехотинци на Кралския флот на Великобритания, където изпълняват песни като Московски нощи и Катюша. През февруари 2020 г. Централният военен оркестър организира концерт в чест на 77-ата годишнина от битката при Сталинград във Волгоградската филармония.

## Военновременна дейност
По времето, когато започва Великата отечествена война, групата е в Беларуската ССР, където организира серия от концерти в Минския военен окръг. Когато групата свири на река Нарев, едната страна вижда изпълнението на групата, докато другата вижда германския Вермахт да се готви за операция „Барбароса“. На следващия ден избухва войната. На 25 юни 1941 г. групата се завръща в Москва, три дни след началото на военните действия. През септември 1941 г. двадесет и осем музиканти от групата получават заповед да отидат на Западния фронт. Месец по-късно групата е обкръжена от германската 3-та танкова армия и 4-та танкова армия близо до град Вязма по време на битката при Брянск. Въпреки че получава заповед да пробие вражеския кръг и да се оттегли, транспортното превозно средство, което трябва да направи това, е уловено в кръстосания огън на множество бойни единици. Девет музиканти загиват веднага, десет изчезват безследно. Въпреки този неуспех групата никога не спира да свири по време на войната, организирайки над 500 концерта и правейки 150 изяви по Всесъюзното радио. Сред неговите дейности са церемониите по връчване на бойните знаци на части и държавни отличия.

## Музикални директори
Исторически погледнато, от 1924 г. старшият директор на музиката на въоръжените сили е церемониалният шеф на оркестра. В изданията на Военно-музикалния фестивал „Спасская кула“ и „Татуировка“ през 2007, 2009 и 2010 г. капелмайсторът на Централния оркестър, тогава полковник Андрей Колотушкин, е диригент на оркестра. Днес музикалният директор не заема едновременно длъжността старши музикален директор на военната оркестърна служба, тъй като тази длъжност ръководи цялостното ръководство и организация на всички активни оркестри във въоръжените сили.
- Генерал-майор Семьон Чернецки (1924 – 1949)[14]
- Генерал-майор Иван Петров (1950 – 1958)[14]
- Генерал-майор Николай Назаров (1958 – 1976)[14]
- Генерал-майор Николай Михайлов (1976 – 1993)[14]
- Генерал-лейтенант Виктор Афанасиев (1993 – 2002)[14]
- Генерал-лейтенант Валерий Халилов (2002 – 2010)[14]
- Полковник Сергей Дуригин (от 2010)

## Капелмайстори
- Б. Милър (?)
- П. Забежански (?)
- Н. Матухненко (?)
- И. Миронович (? – 1951)
- Николай Сергеев (1951 – 1977)[15]
- A. Малчев (1977 – 1985)
- Анатолий Мухамеджан (роден като Хамис Харисович, 1985 – 1994)
- А. Пестов (1994 – ?)
- В. Русин (? – 2003)
- Полковник Андрей Колотушкин (2003 – 2010)[16]
- Полковник Сергей Дуригин (от 2010)[17]